# Pagani Zonda Cinque
La Pagani Zonda Cinque è un modello di autovettura sportiva presentato dalla casa automobilistica italiana Pagani prodotta in serie limitata a soli cinque esemplari (per questo motivo si chiama Zonda Cinque), realizzato su richiesta del concessionario ufficiale Pagani di Hong Kong, sulla base della Pagani Zonda F, ognuno al costo di un milione di euro. Successivamente, sono stati prodotti altri 5 esemplari in versione Roadster.

## Design
Le particolarità di questa versione sono: la grande presa d'aria (airscoop) sul tetto che ha una funzione aerodinamica oltre a quella di raffreddare il motore, e le nuove prese d'aria per i freni posteriori.
Il volante è in fibra di carbonio, come lo sono anche i sedili sportivi Toora rivestiti in pelle e il rollbar di sicurezza è in acciaio.

## Caratteristiche tecniche

### Motore
Il motore è lo stesso delle altre Pagani, il V12 48v M297 da 7,3 litri della divisione AMG della Mercedes-Benz che è in grado di sviluppare 678 CV e una coppia di 780 Nm.

### Prestazioni
Le prestazioni dichiarate sono nello 0-100 km/h di 3,4 secondi, nello 0-200 km/h in 9,6 secondi ed è in grado di superare i 350 km/h di velocità massima. L'impianto di scarico è in lega Inconel e titanio con un rivestimento ceramico.

### Meccanica
É la prima Pagani a montare un cambio sequenziale con comandi al volante, un Cima a 6 marce robotizzato da Automac Engineering, tuttavia esiste un esemplare con cambio manuale
Le sospensioni in magnesio e titanio sono realizzate in collaborazione con la svedese Öhlins.
La Pagani Zonda dispone di freni Brembo con servofreno, ABS della Bosch, controllo di trazione, e dischi carboceramici autoventilati con misure da 380×44 mm aventi pinze a sei pistoncini all'anteriore, e 4 al posteriore, che bastano per fermare la Pagani da 100 a 0 km/h in 2,1 secondi e da 200 a 0 km/h in 4,3 secondi.
I cerchi monolitici forgiati in alluminio e magnesio sono della APP, mentre gli pneumatici sono i Pirelli PZero Corsa e hanno una misura differenziata fra avantreno, da 255/35 su ruote 9 × 19 e retrotreno, da 335/30 su cerchi 12,5 × 20. Il valore dell'accelerazione laterale raggiunta con pneumatici stradali è di 1,45 g.
Le notevoli accelerazioni laterali sono state raggiunte anche attraverso nuove modifiche aerodinamiche che hanno permesso di raggiungere 775 kg di carico verticale alla velocità di 355 km/h.
Il peso, grazie ai materiali compositi di fibra di carbonio, titanio e l'ergal è ridotto a 1210 kg (20 kg in meno della Zonda F) con un rapporto peso/potenza di solo 1,7 kg/ CV; basti pensare che la Ferrari Enzo, per esempio, ha un rapporto peso/potenza di 1,9 kg/ CV. La distribuzione dei pesi in ordine di marcia è di 47% all'anteriore e 53% al posteriore.
Nel 2009 viene annunciata la Pagani Zonda Cinque Roadster, che, mantenendo le caratteristiche della prima versione, si differenzia per il fatto di essere in configurazione senza tetto. Anche questa versione viene costruita in soli cinque esemplari.

## Pagani Zonda Tricolore

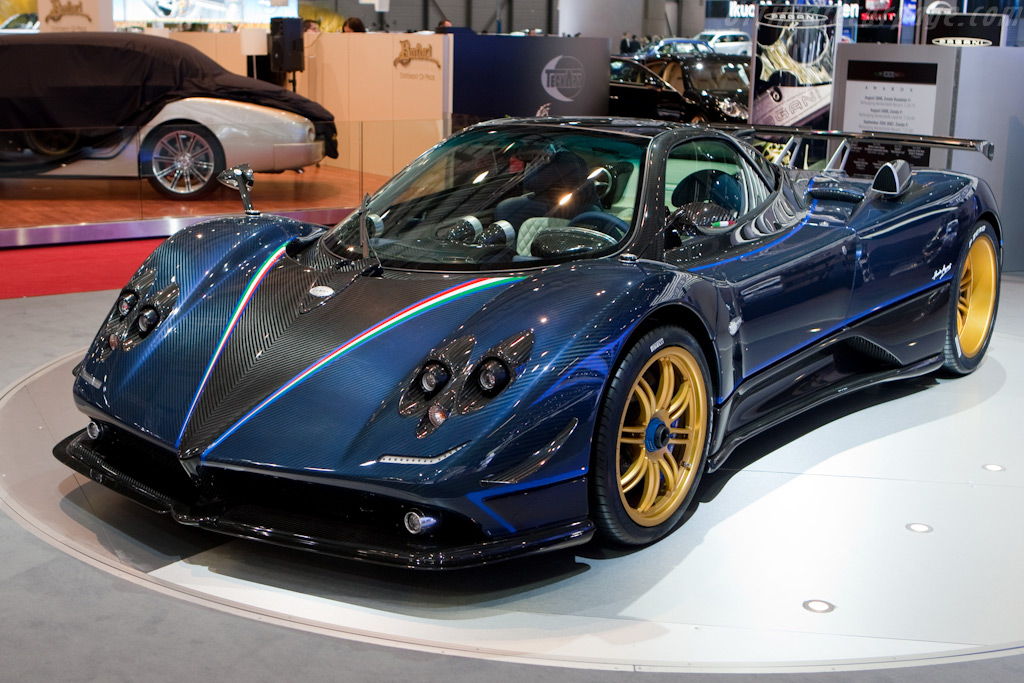
La Pagani Zonda Tricolore

Nel 2010, per celebrare il 50º anniversario delle Frecce Tricolori, è stata annunciata la produzione di ulteriori 3 esemplari che si differenziano per il colore della livrea, per i cerchi color oro e per le luci a LED, denominata Zonda Tricolore.